# Själlandslagen

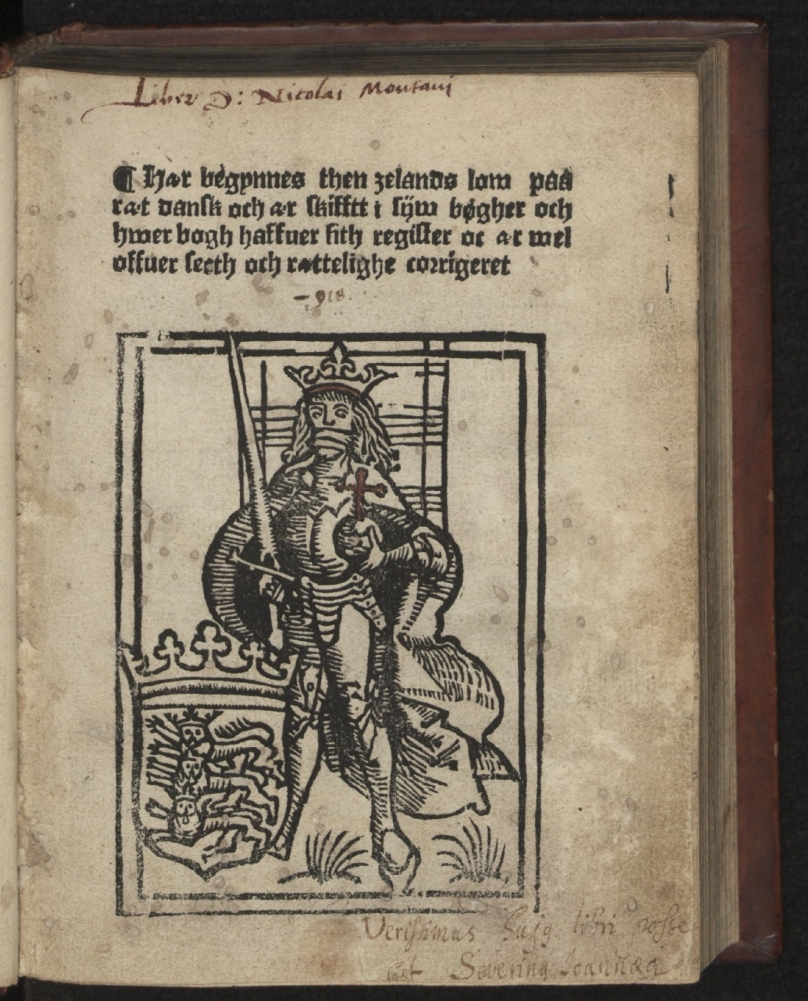
Titelbladet på den första tryckta utgåvan av Själlandslagen.

Själlandslagen (danska: Sjællandske Lov) är en rad lagar, som på medeltiden och fram till 1683 var i bruk på Själland, Mön, Falster och Lolland.
Man skiljer mellan Valdemars Sjællandske lov, Eriks Sjællandske lov och Sjællandske Kirkelov. Inte mycket är känt om tillkomsten av Själlandslagen. Således är det osäkert, vilken kung Erik och vilken kung Valdemar det är, som har fått ge namn åt lagarna.
1683 blev landskapslagarna, Jyllandslagen (för Nørrejylland och Fyn), Själlandslagen och Skånelagen (för Bornholm), avlösta av Danske Lov.